# Noboru Terada
Noboru Terada (Fukushima, 25 november 1917 – 26 september 1986) was een Japans zwemmer.

## Biografie
Tijdens de Olympische Zomerspelen van 1936 won Terada de gouden medaille op de 1500 meter vrije slag.  
In 1994 werd hij opgenomen in de International Swimming Hall of Fame. 

## Onderscheidingen
- 1994: opname in de International Swimming Hall of Fame [1]

1908: Henry Taylor ·
1912: George Hodgson ·
1920: Norman Ross ·
1924: Boy Charlton ·
1928: Arne Borg ·
1932: Kusuo Kitamura ·
1936: Noboru Terada ·
1948: James McLane ·
1952: Ford Konno ·
1956: Murray Rose ·
1960: John Konrads ·
1964: Bob Windle ·
1968: Mike Burton ·
1972: Mike Burton ·
1976: Brian Goodell ·
1980: Vladimir Salnikov ·
1984: Mike O'Brien ·
1988: Vladimir Salnikov ·
1992: Kieren Perkins ·
1996: Kieren Perkins ·
2000: Grant Hackett ·
2004: Grant Hackett ·
2008: Oussama Mellouli ·
2012: Sun Yang ·
2016: Gregorio Paltrinieri  ·
2020: Bobby Finke